# Metridium senile
Espèce
L'Œillet de mer ou anémone plumeuse, Metridium senile, est l'une des nombreuses espèces d'anémones trouvée sur la frange atlantique de l'Europe à l'Afrique, et dans le Pacifique nord.

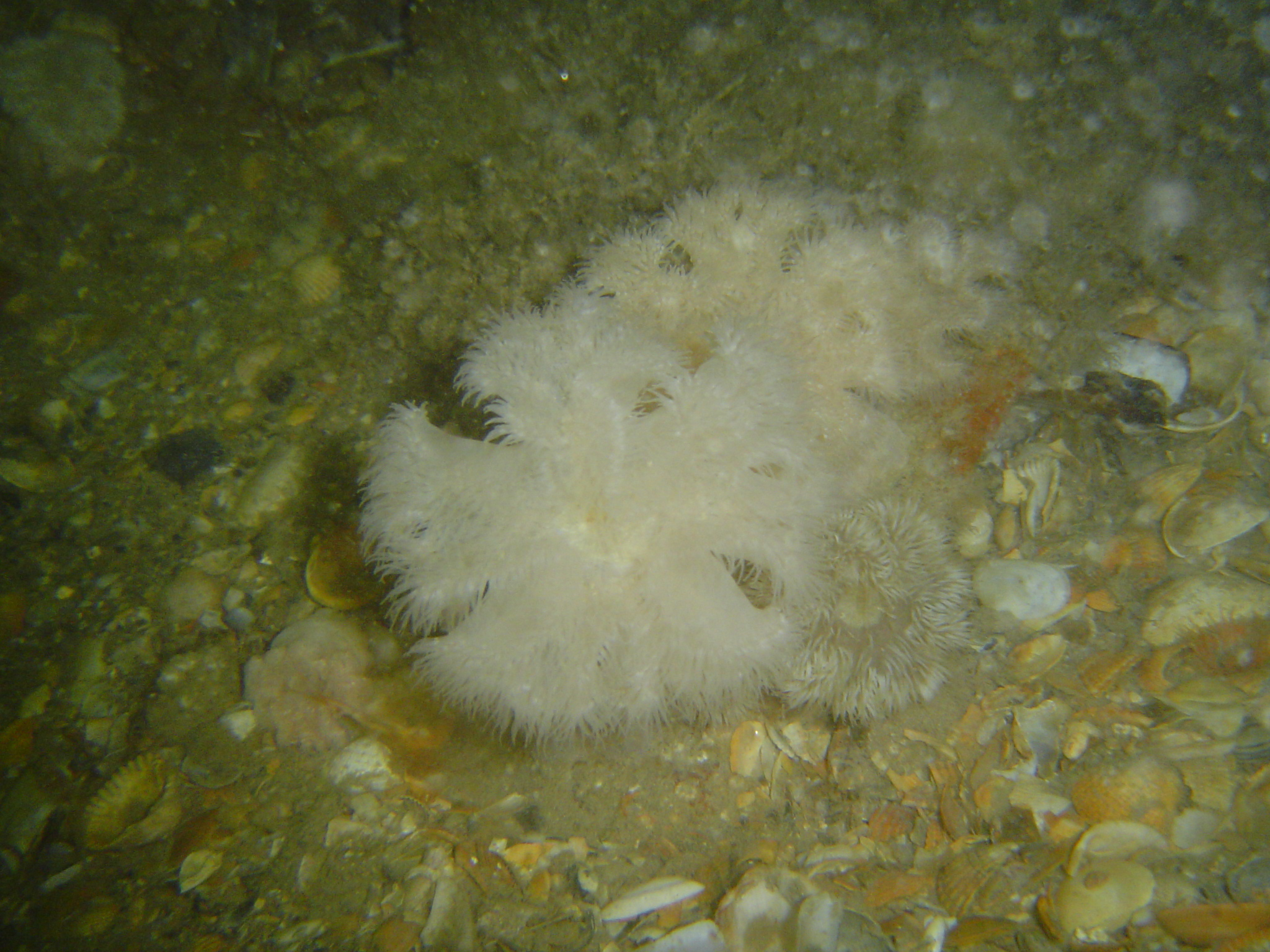
groupe de Metridium senile (variété dianthus), près de l'épave du navire Le Nytaar en baie de Somme (Picardie, France)

## Description
- Forme : cette anémone peut présenter diverses formes ou aspects ; fermée, tentacules invaginés elle évoque un œuf sur le plat. Ouverte, à longue colonne lisse (avec bourrelet avant le sommet), elle repose sur une base épaissie et montre à son sommet des centaines (plus de 1 000) tentacules filiformes fins, répartis en touffes. Ceux-ci sont fixés sur un disque dont les bords lobés entourent la bouche.

L'aspect filiforme des nombreux tentacules donnent à la « tête » de cet animal un aspect de fourrure. La base élargie présente parfois un aspect lacéré, résultant d'un processus de reproduction asexuée. 
- Couleur : très variable ; blanche à orange ou verdâtre à kaki.
- Taille : en extension, le pied peut atteindre une trentaine de centimètres (40 cm sur les côtes de l'Atlantique N-W).

la couronne de tentacules mesure en extension environ la moitié de la hauteur de la colonne.

## Distribution et habitat

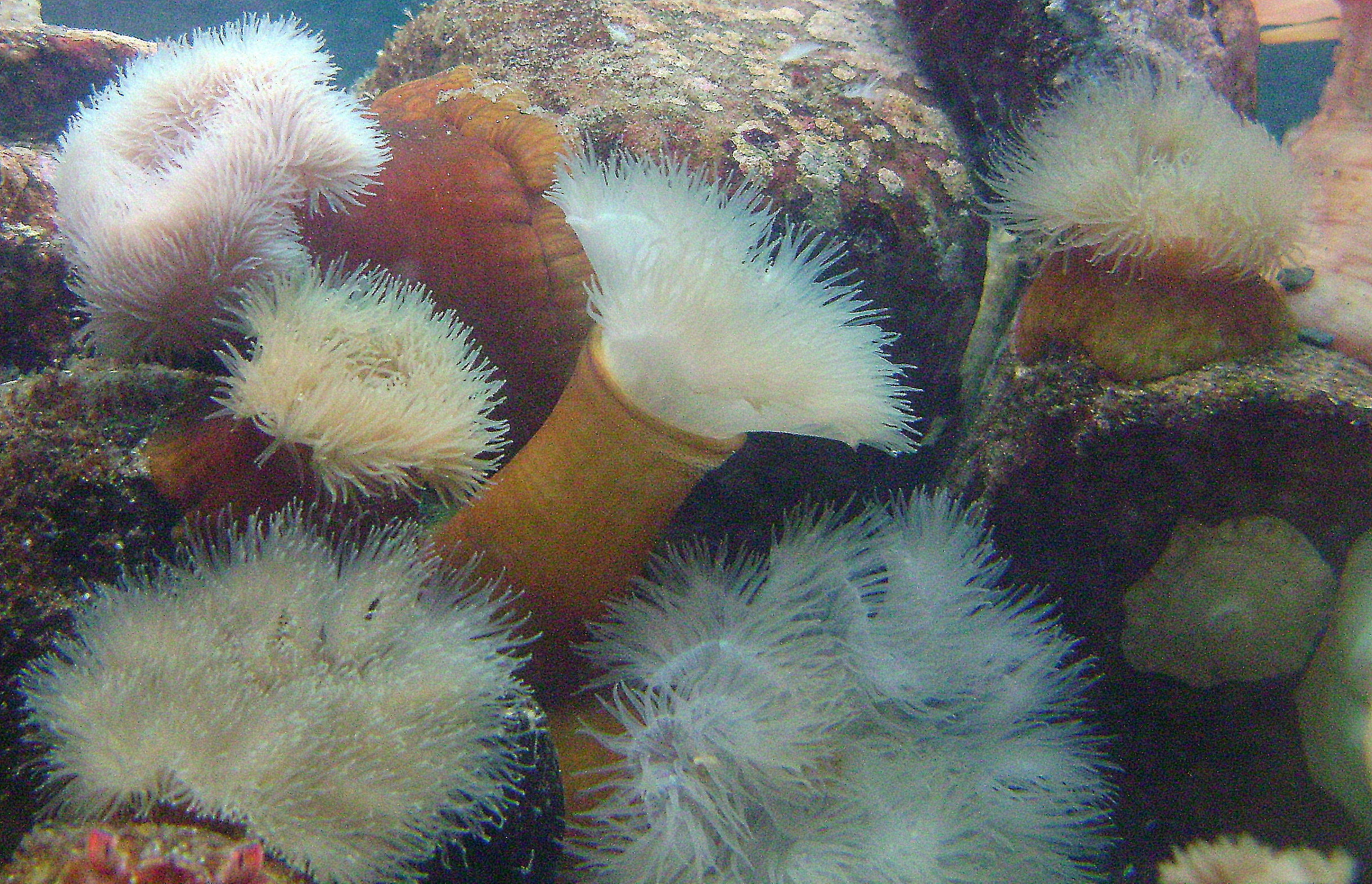
Groupe de six anémones plumeuses (Metridium senile) ouvertes

On retrouve l'anémone plumeuse à l'est de l'océan Atlantique, en Afrique du Sud et, au nord, de la Scandinavie au Golfe de Gascogne en passant par la Manche et la Mer du nord. Cette espèce vit également dans la zone infralittorale de l'estuaire et golfe du Saint-Laurent, ainsi que le long de la côte est de l'Amérique du Nord, de l'Arctique au Delaware. 
Elle s'ancre sur les roches (parfois dans les grottes) ou des objets fixes ou dérivants (épaves, structures portuaires, pontons, filets ou déchets perdus en mer.